# 原田章生
原田 章生（はらだ あきお、1974年9月25日 - ）日本の画家、ミュージシャン。
動物をモチーフとした心象画家として知られ、ライブペイント、壁画アートを得意とする。
その一方で音楽活動を行い、画家・シンガーソングライターの2面を持ち合わせ創作活動を展開している。
名古屋学芸大学・パコ絵画教室講師等を経て、2023年より退職。
個展・ライブ活動を多数開催し、国内外で躍進を遂げている。

## 人物
1974年、代々校長をつとめる教員一家に生まれる。姉、妹の3人きょうだい。
3歳の頃、父親を喜ばせようと、石で新車に車の絵を描き、両親を困らせたというエピソードを持つ。
幼少期は詠歌、校歌作成などを手掛ける祖父の影響を受けて育ち、10代の頃から自宅で一人コツコツと音を作る作業を好んで過ごす。
小学1年から中学3年までは剣道に打ち込む。
愛知県立豊橋東高等学校でデッサン・油絵を学んだ後、名古屋造形大学美術学科洋画専攻修了。
在学中から卒業後にかけ教員免許を取得している。

## 作品受賞歴
1999年
- 「夢広場はるひ絵画ビエンナーレ」大賞受賞

2000年
- 「録れコン2000」グランプリ受賞　島村楽器主催、ビクターエンターテイメント協賛

楽曲「遊びましょう」
2001年
- 「VOCA展2001現代美術の展望ー新しい平面の作家たち」上野の森美術館（東京、上野）

2003年
- 「タワーズライブコンテスト2003」審査員特別賞受賞

2006年
- ラジオ日本「Rock　Rush　Radio」エンディングテーマ「雨にジャンケン」

2009年
- はるひ美術館「ひびのこづえ展」近藤良平ダンスパフォーマンス音楽担当

2016年
- アニメーション「ゾウの王様と天使の筆」TBS主催　Digicon6　話題賞受賞

## 芸術観
- 「ゾウの王様と天使の筆」

アニメーション作品である。絵、ストーリー、作詞、作曲、演奏、歌唱、楽曲アレンジ、録音、ミックス、編集、すべてのパフォーマンスを一人で完結した作品として高く評価されている。他国では吹替え版に製作され、教育の現場で活用されている。また、日本の大学生の劇団により舞台化され、物語の広がりを見せている。
- 「パンダの画家」

パンダの画家として知られるが、パンダが多く描かれる理由に、単に愛される動物だからだけでなく、白黒でシンプルなゆえ、少し色あるモチーフを加えるだけで差し色として際立ち、絵の中に物語を組み込みやすいからと語る。
- 「壁画アート」

建物全体のシルエット、近くにある色の環境も配慮しながら物語を組む。
現場ごとに違う「壁のくせ」を壁と対話しながら攻略し作り上げていくのだが、壁画は、これから地域の方たちの「景色」になり、景色の持ち主たちへのパフォーマンスでもあるので、描く順番やその日の止め時など考慮しながら進めると述べている。
- 「桃牛寺令和涅槃図」

過去・現在・未来を同時に描き、時間という概念をなくした構図だと語る。
「この世界の時間は幻想であり、進むものは何もなく、在るのは空間のみ。」それが真実であるという考えのもと制作されている。時間の概念を取り除けば「死」は過去のものにならない。常に命は形を変えながらも同じ空間の中で在り続け「隣り同士」としていつまでも共存し続けると思惟。又、本来、悲愴感が前面に描かれていた既存の涅槃図と異なり、折り込まれた伝説、教えなどは令和時代の人々に向け再考、再構築し描いたとされる。２５００年前のお釈迦様の死を、令和の人々が「死は命の一部」だと前向きに捉えることで、より明るいイメージの涅槃図を完成させている。

## 壁画アーティスト
2014年
- 愛知県名古屋市長者町「加名市ビル」

2016年
- 愛知県名古屋市緑区保育園
- 愛知県名古屋市西区保育園

2017年
- 愛知県名古屋市中川区保育園
- 岐阜県下呂市　レストラン「桜」

2018年
- 愛知県新城市　フィットネスクラブ　「歩くARUKU」

2019年
- 愛知県名古屋市北区「城北歯科」
- 愛知県豊橋市「豊橋駅前　元西武入り口」
- 愛知県豊橋市「ビオ・あつみエピスリー」
- 愛知県豊川市「Flowershop 花坊」
- 愛知県豊橋市「ゆのゆ」

2020年
- 静岡県浜松市「Bb lab.」
- 静岡県浜松市「佐宗ビル」
- 愛知県豊川市「伊藤モータース」

2021年
- 静岡県浜松市「ベルエキップ」

2022年
- 愛知県新城市　桃牛寺「桃牛寺令和涅槃図」
- 愛知県名古屋市　ミライタワー（旧テレビ塔）「名古屋の未来予想図」

## 立体
2020年
- NHK連続小説ドラマ「エール」ロケ地記念「エールオブジェ」デザイン監修

高さ・幅、各3.6ｍ、奥行き60ｃｍ。電気亜鉛メッキ鋼板、スチール製で作成。
応援をテーマに柔らかな曲線を描き、上部に"吹き出し"をくり抜く。中の空間は水平線や空となるため、世界にも通じる事を念頭に製作。装飾などを極力省く事で、訪れた方へ自由な発想を委ねられるよう工夫を凝らす。
「吹き出しの中の"切り取られた空"の中に大切な方へエールを込め、想いを発信する場所になって欲しい。電子テキストもこのオブジェなら体温が乗っかって届くはず。何故なら空はどこまでも繋がっているから。」と語る。

## 絵本
2022年
- 「箱」

パーソルグループのグループビジョンをテーマに、社員が考える「『はたらいて、笑おう。』が実現した世界」を表現した絵本処女作である。（文・千村祐人）
作者の代弁に徹し、文章だけでは表しきれない想いの表現に重点を置いて描く。モノクロの世界から徐々に色味をのせていく模様は、心境の変化、解放を表現している。

## ミュージシャン
2007年
- 「はるか宇宙の日曜日」Kinematic Tree Recordsより　1ndアルバム

2013年
- 「つけひげ・ザ・ワールド」 Kinematic Tree Recordsより　2ndアルバム

2015年
- 「壁曲」 Kinematic Tree Recordsより　3rdアルバム

## テレビ・ラジオ出演
2001年
- 24時間TV 原田章生巨大絵画制作　出演

2006年
- 東海ラジオ「原田、丸岡のギターチョップ」
- ラジオ日本「Rock Rush Radio」

2013年
- アッパーチャンネル
- HOTステーションティーズ
- ケーブルTV

2014年
- 刈谷FMラジオ
- ラジオユーストリーム
- ラジオPitch　Beat　Street　838

2015年
- Pitch－FMラジオ
- FMやしの実
- CBCラジオ

2016年
- BSドキュメント出演
- CBCラジオ

2017年
- CBCラジオ

2019年
- CBC　TVイッポウ放送

2022年
- メ～テレ　ドデスカ!ドようびデス。　わがマチ撮レジャー放送
- NHK さらさらサラダ　「街に描く壁画の魅力」

## 個展・グループ展
2000年
- 「原田章生絵画展」はるひ美術館（愛知/清州）
- 「ムダな証明」プロムナードギャラリー（愛知/名古屋）

2001年
- 「VOCA展2001」上野の森美術館（東京/上野）
- 「原田章生絵画展」ギャラリー坂角（愛知/名古屋）

2003年
- 「原田章生絵画展 コノコエハダレノコエ」ギャラリー坂角（愛知/名古屋）

2005年
- 「原田章生絵画展」ギャラリー坂角（愛知/名古屋）

2006年
- 「出会い展」はるひ美術館（愛知/清州）

2009年
- 「アート、トルネード」名古屋市民ギャラリー（愛知/名古屋）
- 「原田章生絵画展～今日も父さんが空を落とす～」アクアヴィータ、プール＆スパ内ギャラリー（愛知/豊橋）

2010年
- 「あいちアートの森」SMBCパーク栄（愛知/名古屋）

2012年
- 「原田章生絵画展～泣きすぎプール～」garage（愛知/豊橋）

2013年
- 「CRASH×BUILD」アートラボあいち（愛知/名古屋）
- 「原田章生絵画展～ツバメの空メニュー～」ツバメ食堂（愛知/豊橋）
- 「原田章生絵画展～王様のなりかた～」珈琲Jenico（三重/伊勢）
- 「原田章生絵画展～つけひげ・ザ・ワールド～」garage（愛知/豊橋）
- 「原田章生絵画展～いないいないあした～」BLUE FROG（愛知/名古屋）
- 「ひるサンタ展」garage（愛知/豊橋）

2014年
- 「原田章生絵画展今日はどうされますか？」alex reco（愛知/名古屋）
- 「原田章生絵画展 Jenicoと三日月」珈琲Jenicco（三重/伊勢）
- 「原田章生絵画展～ツバメの空パン～」ツバメ食堂（愛知/豊橋）
- 「原田章生絵画展～壁の中には何がある？～」BLUE FLOG（愛知/名古屋）
- 「APERITIF PARTY 絵画展示」ホテルアークリッシュ（愛知/豊橋）
- 「原田章生絵画展Antique days」Natural Cafe garden（愛知/豊橋）
- 「原田章生絵画展～ハナサキニ、ハナサキ～」garage（愛知/豊橋）
- 「2回　名古屋造形同窓会　三遠OB展」ギャラリー公園通り（愛知/豊橋）
- 「パンダ展」garage（愛知/豊橋）
- 「想展」ギャラリー結（愛知/豊橋）

2015年
- 「原田章生絵画展～ツバメの空カフェ～」ツバメ食堂（愛知/豊橋）
- 「APERITIF PARTY 絵画展示」ホテルアークリッシュ（愛知/豊橋）
- 「原田章生絵画展～Zoo in bar～」BLUE FROG（愛知/名古屋）
- 「原田章生絵画展～星のない夜、王様は星を描いた～」garage（愛知/豊橋）
- 「原田章生絵画展～とろける世界～」Cafe meal Baroque（愛知/長久手）

2016年
- 「ヒト・コト・モノ　マルシェ」イトコー（愛知/豊川）
- 「コラージュふたり展」garage（愛知/豊橋）
- 「APERITIF PARTY 絵画展示」ホテルアークリッシュ（愛知/豊橋）
- 「原田章生絵画展～Bread moon color～」garage（愛知/豊橋）
- 「3回　名古屋造形同窓会　三遠OB展「小さな夢旅行」」ギャラリー公園通り（愛知/豊橋）
- 「長久手アートフェスティバル　絵画展示」茶話和（愛知/長久手）

2017年
- 「原田章生絵画展～ふゆのらくがき～」Cafe gradual（愛知/豊川）
- 「リトルプレスサミットin　駒屋」駒屋（愛知/豊橋）
- 「原田章生絵画展～旅のはじまりはソファから～」Re-style+cafe（愛知/春日井）
- 「原田章生絵画展～キオクノック～」garage（愛知/名古屋）

2018年
- 「原田章生絵画展 Katteni Koten」いこい食堂　たちばな（愛知/豊橋）
- 「原田章生絵画展 キラニコ」garage（愛知/豊橋）
- 「4回　名古屋造形同窓会　三遠OB展～ちいさな秋見つけた～」ギャラリー公園通り（愛知/豊橋）

2019年
- 「原田章生絵画展 キラニコ」garage（愛知/名古屋）
- 「原田章生絵画展 DREAM」Cafe gradual（愛知/豊川）
- 「原田章生絵画展～ちろると風と～」ちろる庵（愛知/豊橋）
- 「それぞれの夏展」ちろる庵（愛知/豊橋）
- 「原田章生絵画展 Katteni Koten」いこい食堂　たちばな（愛知/豊橋）
- 「原田章生絵画展 イロノシマ」garage（愛知/豊橋）
- 「原田章生絵画展 イロノシマ」garage

2020年
- 「原田章生絵画展 "冠"」Cafe fusion（愛知/豊橋）
- 「原田章生絵画展」garage（神奈川/横浜）
- 「原田章生絵画展"カコカワル"」garage（愛知/豊橋）
- 「原田章生絵画展"カコカワル"」garage（愛知/名古屋）

2021年
- 「原田章生絵画展」garage（神奈川/横浜）
- 「原田章生絵画展"Baumkuchen"」garage（愛知/豊橋）
- 「原田章生絵画展"Baumkuchen"」garage（愛知/名古屋）
- 「秋の周年祭」松坂屋（愛知/名古屋)

2022年
- 「原田章生絵画展"ほおづゑ"」garage（神奈川/横浜）
- 「原田章生絵画展 Toro Toro」ZONE GALLERY オープン展（愛知/名古屋）
- 「わかさ生活書店」（愛知/名古屋）
- 「豊橋東高校創立120周年 記念美術展」豊橋市美術博物館（愛知/豊橋）
- 「原田章生絵画展”くうかん”」garage(愛知/豊橋）
- 「原田章生絵画展”くうかん”」garage(愛知/名古屋）
- 「ねこ展2022」ちろる庵（愛知/豊橋）
- 「原田章生絵画展 "fanfare"」garage(東京/丸の内)

2023年
- 「原田章生絵画展"口角はこう書く"」garage(神奈川/横浜）
- 「第5回　名古屋造形同窓会　三遠OB展　たまたま展」こども未来館ココニコ（愛知/豊橋）
- 「原田章生絵画展“のすたるちっく”」garage(愛知/名古屋）